# Ante Ivas
Msgr. Ante Ivas (Vodice, 26. prosinca 1939.), biskup šibenski u miru.

## Životopis

### Mladost i obrazovanje
Rođen je 26. prosinca 1939. godine u Vodicama, od oca Stjepana i majke Ive rođene Birin. Osnovnu je školu pohađao u Vodicama, a gimnaziju u zadarskom sjemeništu. Studij teologije završio je na Katoličkom bogoslovnom fakultetu u Zagrebu.

### Pastoralno djelovanje
Za svećenika je zaređen 5. srpnja 1964. godine. Do 1966. bio je župni vikar u katedralnoj župi u Šibeniku. Župničku službu obavljao je u župama Šibenik - Njivice (1966. – 1977.), Grebaštica (1977. – 1980.), Murter (1980. – 1992.), Zaton i Rasline. Kao župnik u župi sv. Jurja u Zatonu pokrenuo je Smotru crkvenog pučkog pjevanja Puče moj. Od 1988. godine obavljao je službu generalnoga vikara Šibenske biskupije.

### Šibenski biskup
Nakon iznenadne smrti šibenskoga biskupa msgr. Srećka Badurine, msgr. Ivas je 17. rujna 1996. izabran za dijecezanskoga upravitelja Šibenske biskupije.
Papa Ivan Pavao II. imenovao ga je šibenskim biskupom, 5. veljače 1997. godine. Za biskupa je zaređen u šibenskoj katedrali 19. ožujka iste godine, od kad je i preuzeo službu. Glavni zareditelj bio je kardinal Franjo Kuharić, nadbiskup zagrebački i metropolit, a suzareditelji msgr. Ante Jurić, splitsko-makarski nadbiskup i metropolit i msgr. Ivan Prenđa, nadbiskup zadarski.
Ivas je u Hrvatskoj biskupskoj konferenciji obnašao nekoliko službi. Bio je predsjednik Odbora HBK za mlade, član Biskupske komisije HBK za liturgiju i član Mješovite komisije Hrvatske biskupske konferencije, Hrvatske konferencije viših redovničkih poglavara i Hrvatske unije viših redovničkih poglavarica.
Papa Franjo je 3. lipnja 2016. prihvatio njegovo odreknuće od pastirske službe šibenskog biskupa zbog navršene dobi za umirovljenje, u skladu s kanonom 401 $ 1 Zakonika kanonskoga prava, a na službu šibenskog biskupa imenovao mons. Tomislava Rogića, udbinskog župnika. Također odlukom pape Franje, do ređenja novog biskupa 25. srpnja 2016., bio je apostolski administrator Šibenske biskupije.

## Nagrade i priznanja
- Nagrada za životno djelo Grada Šibenika 2018., za dugogodišnje iznimne zasluge u duhovnoj, humanitarnoj, obrazovnoj i vjerskoj obnovi grada Šibenika[4]

## Zanimljivosti
Biskup Ivas autor je stihova skladbe Na tvoju riječ Kapetane, koja je bila odabrana za himnu susreta hrvatske katoličke mladeži u Šibeniku 2004. godine. Također, autor je stihova pjesme Maranatha koju je uglazbio Marko Perković Thompson i objavio na albumu Ora et labora iz 2013. godine.
Kao biskup u miru Ante Ivas izrekao je molitvu na početku pjesme Maranatha na koncertu Thompsona na Zagrebačkom hipodromu u srpnju 2025.: „Dođi Gospodine, oni koji se u ljubavi obiteljskoj rode nek žive i rastu sretni u tvom blagoslovu, u slobodi, miru i vjeri roda i doma, puka hrvatskoga. Maranatha, dođi Gospodine. Osnaži mladenačke grudi, učvrsti im ruke na veslima da kroz bespuća zemaljskih muka doveslaju do nebeskih luka”, a počeo je riječima „da se začeta djeca rode”.